# Phosphure d'indium
Pour les articles homonymes, voir INP.
Le phosphure d'indium est un composé inorganique de formule InP. C'est un semi-conducteur binaire de type III-V, constitué d'indium et de phosphore utilisé en micro-électronique.

## Structure
Le phosphure d'indium possède comme la plupart des semi-conducteurs III-V (GaAs, InAs, etc.) une structure de type « blende », c'est-à-dire deux mailles cubiques faces centrées (cfc) de chacun des deux composants imbriquées et décalées d'un vecteur (1/4;1/4;1/4), ou d'un autre point de vue, une maille cfc de l'un des constituants dont quatre des huit sites tétraédriques sont occupés par l'autre constituant. Il possède donc une géométrie tétragonale où chaque ion indium est lié à quatre ions phosphore, et vice-versa.

## Production
Le phosphure d'indium peut être préparé directement par réaction directe entre les éléments phosphore et indium, principe utilisé dans de nombreux procédés industriels :
- Croissance de cristal utilisant un four horizontal par la technique de  Bridgman-Stockbarger, dans laquelle des vapeurs d'indium et de phosphore réagissent pour former des molécules libres qui se déposent sur un germe cristallin dans la partie la plus froide du four.
- Méthode LEC (Liquid encapsulated Czochralski) utilisée pour produire des monocristaux à haute pureté.

Parmi les autres méthodes pour former des couches minces de InP, on compte différentes techniques d'épitaxie comme l'épitaxie par jet moléculaire (MBE pour Molecular Beam Epitaxy en anglais) à partir de sources en phosphore et en indium.

## Applications
Le phosphure d'indium est utilisé dans les applications électroniques à haute fréquence et à haute puissance, à cause de sa plus grande mobilité électronique comparée à celles des semi-conducteurs plus communs, comme le silicium et l'arséniure de gallium. Il possède un gap direct, ce qui le rend apte à utilisation en opto-électronique, comme dans la fabrication des  diodes laser. InP est aussi utilisé comme substrat pour la croissance par épitaxie de composés optoélectroniques à base d'arséniure d'indium-gallium (InGaAs).
Son paramètre de maille est suffisamment différent de celui de l'arséniure d'indium, ce qui permet de former des structures à confinement quantique, en particulier des boîtes quantiques (quantum dots) InAs/InP, utilisées dans la fabrication de lasers pour les télécommunications par fibre optique.